# Bloudkova velikanka

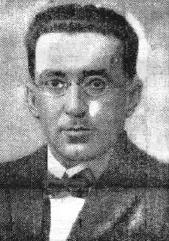
Stanko Bloudek

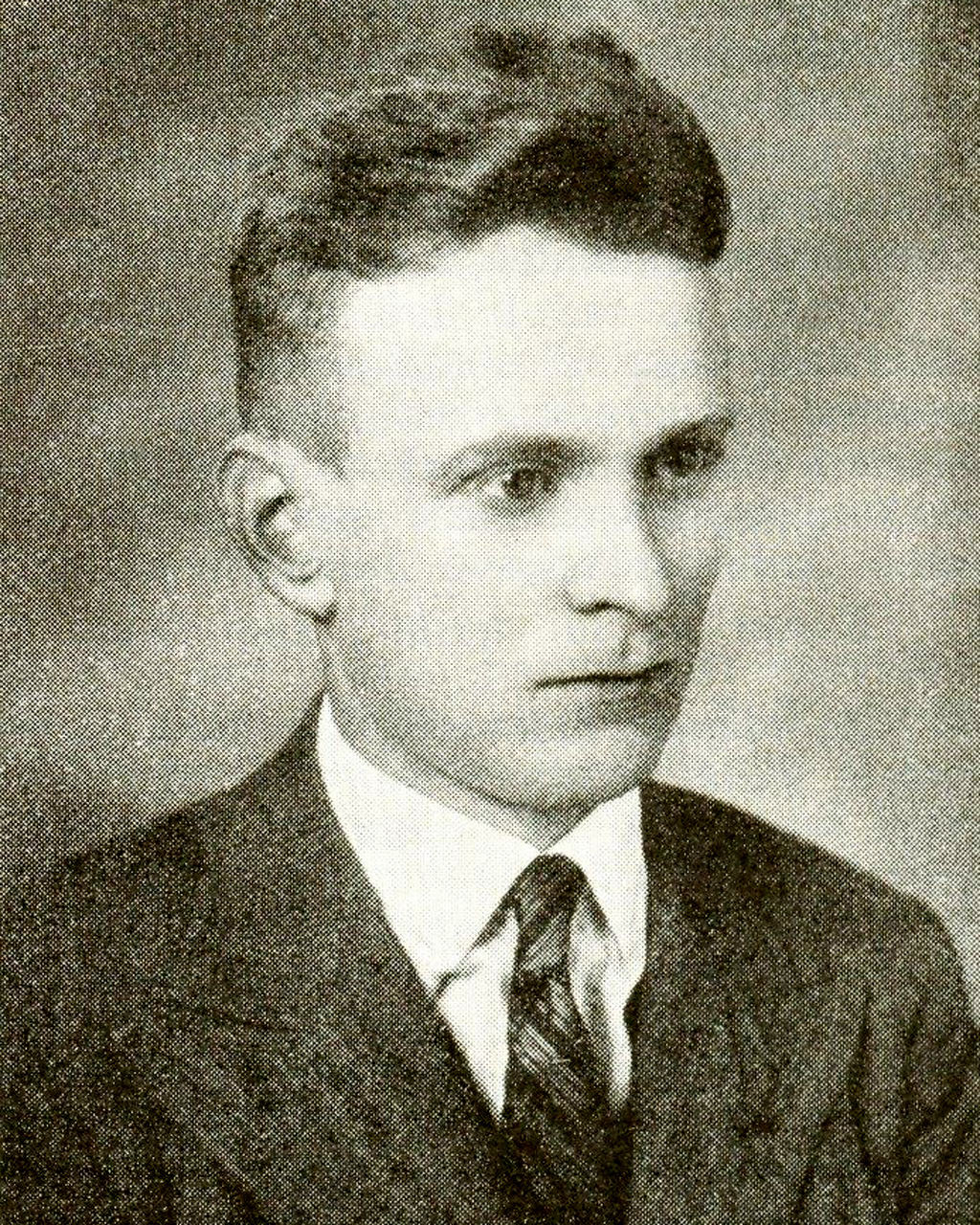
Ivan Rožman

Bloudkova velikanka – kompleks dwóch skoczni narciarskich, zlokalizowany nieopodal wsi Rateče (gmina Kranjska Gora) w dolinie Planica w Alpach Julijskich w Słowenii, wybudowany w 2012 r. w miejscu starej Bloudkovej velikanki z 1934 r. W skład kompleksu wchodzą: skocznia duża (K125) i normalna Srednja skakalnica (K95), stanowiące część Nordijskiego centera Planica. Obok usytuowana jest Letalnica.
Na starej Bloudkovej velikance ustanowiono 10 oficjalnych rekordów świata, a 5 z upadkiem lub dotkięciem zeskoku. Pierwszy w historii oficjalny skok na ponad sto metrów oddano tutaj w 1936 r., kiedy Sepp Bradl wylądował na 101,5 metra.

## Historia

### Początki
Inicjatorem budowy obiektów sportowych w Planicy był Joso Gorec z Lublany, ówczesny sekretarz generalny Jugosłowiańskiego Związku Narciarskiego i członek klubu narciarskiego Ilirija Lublana. Zapragnął on, by Słowenia stała się rozpoznawalna na arenie międzynarodowej, dlatego wpadł na pomysł budowy największej skoczni narciarskiej świata w tym miejscu. Co prawda od 1930 r. w połowie drogi między Ratečami, a terenem współczesnego ośrodka (Nordijski center Planica) istniała skocznia narciarska, jednak była niewielkich rozmiarów (K25). 20 grudnia 1931 z inicjatywy Goreca otwarto – nowoczesny jak na tamte czasy – Dom Ilirija (obecnie Dom Planica) z kortem tenisowym i basenem pływackim, które wedle jego wizji miały stać się zaczątkiem dużego ośrodka narciarstwa klasycznego. W 1932 r. zatrudnił on swojego przyjaciela Stanko Bloudka do sporządzenia planów nowej skoczni K80, ponieważ FIS nie dopuszczał wówczas większych obiektów. Po wspólnym ustaleniu dokładnej lokalizacji i wykonaniu pomiarów geodezyjnych rozpoczęto budowę, jednak dość szybko zabrakło na nią pieniędzy. Wówczas do Goreca zgłosił się Ivan Rožman, budowniczy i alpinista z Lublany, który zaproponował budowę skoczni K90 przez swoją firmę wykonawczą. Po sporządzeniu dokumentacji przez Rožmana, Gorec przystał na tę propozycję zwłaszcza że plan nowego partnera obejmował również sfinansowanie całości inwestycji. Według nowego projektu obiekt miał stanąć w miejscu budowy rozpoczętej przez Bloudka. Na początku pojawiły się co prawda problemy z własnością gruntów, bowiem rolnicy z Ratečów nie chcieli sprzedawać swojej ojcowizny, jednak po interwencji proboszcza miejscowej parafii, zmienili zdanie. Budowę obiektu zrealizowano w zaledwie dwa miesiące, od października do grudnia 1933 r., a według ówczesnych kryteriów spełniała ona wszystkie warunki dla skoczni mamuciej. Dlatego nadano jej nazwę Velikanka, dość niespodziewanie dodając człon Bloudkova. 4 lutego 1934 uroczyście otwarto ją mistrzostwami Królestwa Jugosławii.

### Spór o nazwę skoczni
Kwestia nazwy skoczni doprowadziła do wielkiego sporu pomiędzy Rožmanem, a Gorecem i Bloudkiem. Rožman twierdził, że obiekt powinien nosić jego imię, zarzucając Gorecowi faworyzowanie Bloudka, z którym przyjaźnili się od lat i działali w tym samym klubie – SK Ilirija. Choć Gorec oczywiście wiedział kto jest prawdziwym twórcą Velikanki, dawał ciche przyzwolenie na nazywanie skoczni przez media oraz kibiców od nazwiska Bloudka. Bloudek z kolei natychmiast wrócił do Planicy jako główny konstruktor odpowiedzialny za wszystkie rozbudowy skoczni aż do swojej śmierci. W 1935 r. obrażony Rožman wyjechał z Planicy, nigdy już do niej nie wracając.

### Późniejsze lata
25 marca 1934 na Velikance odbył się pierwszy konkurs międzynarodowy, a Birger Ruud ustanowił wówczas nowy rekord świata w długości skoku, uzyskując 92 m. W trakcie zawodów w 1936 r. Bradlowi udało się ustać pierwszy skok ponad 100 m. W konkursie udziału nie brali Norwegowie, gdyż próbowali ustanowić rekord w swoim kraju. W czasie II wojny światowej wciąż bito tu rekordy. W 1941 r. Rudi Gering ustanowił tylko dwa rekordy świata (108 i 118 m), a nie pięć, tak często mylnie cytowanych. Heinz Palme dotknął ziemi na rekordowym dystansie 109 metrów. Ze słoweńskich źródeł wynika, że Hans Lahr (111 m) i Paul Krauß 112 m skoczyli po tym, jak Gering ustanowił swój drugi rekord świata. W 1954 r. stworzono pierwsze plany budowy nowej, większej skoczni narciarskiej i od 1969 r. do lotów używana była już Letalnica. Mimo tego aż do lat 90. w kompleksie regularnie organizowane były zawody. Ostatni międzynarodowe konkursy rozegrane na obiekcie K-120 to zakończenie Pucharu Świata w sezonie 1997/98 w dniach 21 i 22 marca 1998 oraz zawody Pucharu Kontynentalnego w sezonie 2000/01 dnia 18 lutego 2001. Skocznia była użytkowana do 16 grudnia 2001, później popadła w ruinę. Z powodu problemów finansowych była nieczynna przez ponad 10 lat. Dłużej działała skocznia normalna (Srednja velikanka), na której zawody Pucharu Kontynentalnego organizowano aż do sezonu 2006/07. Rozegrano tam też Mistrzostwa Świata Juniorów w Narciarstwie Klasycznym 2007.

### Przebudowa 2011–2012
W lutym 2011 r. podjęto decyzję o budowie Nordijskiego centera Planica, tj. o przebudowie istniejących obiektów i budowie nowych. W październiku 2012 r. ukończono przebudowę Bloudkovej velikanki i Srednjej skakalnicy, po której rozmiary skoczni zostały zmienione do rozmiarów HS-139 i HS-104. 13 października 2012 pierwszy skok na nowym obiekcie oddał Primož Peterka, a następnego dnia podczas otwarcia obiektu rozegrano mistrzostwa Słowenii w skokach narciarskich, których zwycięzcą został Jurij Tepeš. W sezonie 2013/2014 po 16 latach przerwy na skoczni odbyły się konkursy Pucharu Świata. W związku z nowymi przepisami Międzynarodowej Federacji Narciarskiej w sezonie 2017/18 został zmieniony rozmiar skoczni normalnej z odległości 104 na 102 metry oraz rozmiar skoczni dużej ze 139 na 138 metrów.

## Parametry techniczne

### Skocznia duża
- Punkt konstrukcyjny: 125 m
- Wielkość skoczni (HS): 138 m
- Długość rozbiegu: 98,4 m
- Nachylenie rozbiegu: 35°
- Długość progu: 6,7 m
- Nachylenie progu: 11°
- Wysokość progu: 3,1 m
- Nachylenie zeskoku: 33,55°

### Skocznia normalna
- Punkt konstrukcyjny: 95 m
- Wielkość skoczni (HS): 102 m
- Długość rozbiegu: 88,5 m
- Nachylenie rozbiegu: 34°
- Długość progu: 6,4 m
- Nachylenie progu: 10,5°
- Wysokość progu: 2,4 m
- Nachylenie zeskoku: 35,17°

## Lista triumfatorów zawodów w Planicy
| Data             | Skocznia | Zawody                  | 1. miejsce                                                                | 2. miejsce                                                             | 3. miejsce                                                              |
| ---------------- | -------- | ----------------------- | ------------------------------------------------------------------------- | ---------------------------------------------------------------------- | ----------------------------------------------------------------------- |
| 4 lutego 1934    | K-90     | Otwarcie                | Franc Palme                                                               | Bogo Šramel                                                            | Gregor Klančnik                                                         |
| 25 marca 1934    | K-90     | Międzynarodowy          | Birger Ruud                                                               | Sigmund Ruud                                                           | Gregor Höll                                                             |
| 17 marca 1935    | K-106    | Międzynarodowy          | Stanisław Marusarz                                                        | Antonín Bartoň                                                         | Marcel Reymond                                                          |
| 15 marca 1936    | K-106    | Międzynarodowy          | Sepp Bradl                                                                | Gregor Höll                                                            | Rudolf Rieger                                                           |
| 16 marca 1938    | K-106    | Studiowanie             | Sepp Bradl                                                                | Hans Wiedemann                                                         | Walter Delle Karth                                                      |
| 10 marca 1940    | K-120    | Studiowanie             | Sepp Bradl                                                                | Gustl Berauer                                                          | Paul Häckel                                                             |
| 2 marca 1941     | K-120    | Studiowanie             | Rudi Gering                                                               | Paul Krauß                                                             | Hans Lahr                                                               |
| 24 marca 1947    | K-120    | Studiowanie             | Rudi Finžgar                                                              | Charles Blum                                                           | Fritz Tschannen                                                         |
| 17 marca 1948    | K-120    | MTLN                    | Fritz Tschannen                                                           | Jean Zurbriggen                                                        | Charles Blum                                                            |
| 14–17 marca 1950 | K-120    | MTLN                    | Janez Polda                                                               | Rudi Finžgar                                                           | Sverre Stenersen                                                        |
| 19 marca 1950    | K-120    | Wystawa                 | Rudi Finžgar                                                              | Slattsveen                                                             | Janez Polda                                                             |
| 13–14 marca 1954 | K-120    | MTLN                    | Ossi Laaksonen                                                            | Jack Alfredsen                                                         | Hemmo Silvennoinen                                                      |
| 9–10 marca 1957  | K-120    | MTLN                    | Helmut Recknagel                                                          | Eino Kirjonen                                                          | Pekka Tirkkonen                                                         |
| 26–27 marca 1960 | K-120    | MTLN                    | Helmut Recknagel                                                          | Arne Larsen                                                            | Raimo Vitikainen                                                        |
| 22–24 marca 1963 | K-120    | K.O.P. MTLN             | Dieter Bokeloh                                                            | Dietmar Klemm                                                          | Veit Kührt                                                              |
| 25–27 marca 1966 | K-120    | MTLN                    | Jiří Raška                                                                | Michaił Wierietiennikow                                                | Dieter Neuendorf                                                        |
| 24 marca 1968    | K-120    | Pomnik Polda 3          | Jiří Raška                                                                | Josef Matouš                                                           | Willi Schuster                                                          |
| 25 marca 1973    | K-120    | Pomnik Polda 6          | Walter Steiner                                                            | Heinz Wosipiwo                                                         | Josef Matouš                                                            |
| 12 kwietnia 1975 | K-120    | Kongsberg Cup           | Toni Innauer                                                              | Rudolf Wanner                                                          | Janez Loštrek                                                           |
| 13 kwietnia 1975 | K-120    | Pomnik Polda 7          | Willi Pürstl                                                              | Bogdan Norčič                                                          | Rudolf Wanner                                                           |
| 20 marca 1976    | K-120    | Kongsberg Cup           | Hans Wallner                                                              | Bogdan Norčič                                                          | Peter Leitner                                                           |
| 21 marca 1976    | K-120    | Pomnik Polda 8          | zawody odwołane z powodu złych warunkow pogodowych                        | zawody odwołane z powodu złych warunkow pogodowych                     | zawody odwołane z powodu złych warunkow pogodowych                      |
| 19 marca 1978    | K-120    | Pomnik Polda 9          | Reinhold Bachler                                                          | Bogdan Norčič                                                          | Marko Mlakar                                                            |
| 22 marca 1980    | K-120    | Puchar Świata           | Hubert Neuper                                                             | Armin Kogler                                                           | Hans Millonig                                                           |
| 22 marca 1981    | K-120    | Puchar Świata           | Dag Holmen Jensen                                                         | Armin Kogler                                                           | Alfred Groyer                                                           |
| 28 marca 1982    | K-120    | Puchar Świata           | Ole Bremseth                                                              | Hubert Neuper                                                          | Massimo Rigoni                                                          |
| 27 marca 1983    | K-120    | Puchar Świata           | Primož Ulaga                                                              | Horst Bulau                                                            | Richard Schallert                                                       |
| 25 marca 1984    | K-120    | Puchar Świata           | Pavel Ploc                                                                | Vegard Opaas                                                           | Piotr Fijas                                                             |
| 23 marca 1986    | K-120    | Puchar Świata           | Ernst Vettori                                                             | Andreas Felder                                                         | Matti Nykänen                                                           |
| 27 marca 1988    | K-120    | Puchar Świata           | Primož Ulaga                                                              | Rajko Lotrič                                                           | Didier Mollard                                                          |
| 26 marca 1989    | K-120    | Puchar Świata           | Jens Weißflog                                                             | Kent Johanssen                                                         | Andreas Felder                                                          |
| 24 marca 1990    | K-120    | Puchar Świata           | Roberto Cecon                                                             | Ari-Pekka Nikkola                                                      | Jens Weißflog                                                           |
| 25 marca 1990    | K-120    | Puchar Świata           | Ari-Pekka Nikkola                                                         | Dieter Thoma                                                           | Primož Ulaga                                                            |
| 28 marca 1992    | K-120    | Puchar Świata drużynowy | Austria Andreas Felder Martin Höllwarth Werner Rathmayr Heinz Kuttin      | Niemcy Christof Duffner Andreas Scherer Ralf Gebstedt Jens Weißflog    | Finlandia Ari-Pekka Nikkola Toni Nieminen Raimo Ylipulli Risto Laakonen |
| 29 marca 1992    | K-120    | Puchar Świata           | Andreas Felder                                                            | Heinz Kuttin                                                           | Toni Nieminen                                                           |
| 27 marca 1993    | K-120    | Puchar Świata drużynowy | Japonia Masahiko Harada Noriaki Kasai Takanobu Okabe Naoki Yasuzaki       | Norwegia Roar Ljøkelsøy Bjørn Myrbakken Helge Brendryen Espen Bredesen | Słowenia Robert Meglič Matjaž Zupan Urban Franc Samo Gostiša            |
| 28 marca 1993    | K-120    | Puchar Świata           | Espen Bredesen                                                            | Andreas Felder                                                         | Christof Duffner                                                        |
| 12 grudnia 1993  | K-120    | Puchar Świata           | Jens Weißflog                                                             | Andreas Goldberger                                                     | Espen Bredesen                                                          |
| 9 grudnia 1995   | K-120    | Puchar Świata drużynowy | Finlandia Jani Soininen Mika Laitinen Ari-Pekka Nikkola Janne Ahonen      | Japonia Jin’ya Nishikata Kenji Suda Hiroya Saito Masahiko Harada       | Norwegia Espen Bredesen Eirik Halvorsen Roar Ljøkelsøy Lasse Ottesen    |
| 10 grudnia 1995  | K-120    | Puchar Świata           | Mika Laitinen                                                             | Roar Ljøkelsøy                                                         | Janne Ahonen                                                            |
| 24 marca 1996    | K-120    | Wystawa                 | Primož Peterka                                                            | Andreas Goldberger                                                     | Samo Gostiša                                                            |
| 21 marca 1998    | K-120    | Puchar Świata           | Kazuyoshi Funaki                                                          | Primož Peterka                                                         | Hiroya Saito                                                            |
| 22 marca 1998    | K-120    | Puchar Świata           | Noriaki Kasai                                                             | Hiroya Saito                                                           | Martin Höllwarth                                                        |
| 21 marca 2014    | HS 139   | Puchar Świata           | Severin Freund                                                            | Anders Bardal                                                          | Peter Prevc                                                             |
| 22 marca 2014    | HS 139   | Puchar Świata drużynowy | Austria Stefan Kraft Andreas Kofler Thomas Diethart Gregor Schlierenzauer | Polska Maciej Kot Piotr Żyła Klemens Murańka Kamil Stoch               | Norwegia Andreas Stjernen Tom Hilde Anders Fannemel Anders Bardal       |
| 23 marca 2014    | HS 139   | Puchar Świata           | Peter Prevc                                                               | Severin Freund                                                         | Anders Bardal                                                           |
| 25 lutego 2023   | HS 102   | Mistrzostwa Świata      | Piotr Żyła                                                                | Andreas Wellinger                                                      | Karl Geiger                                                             |
| 3 marca 2023     | HS 138   | Mistrzostwa Świata      | Timi Zajc                                                                 | Ryōyū Kobayashi                                                        | Dawid Kubacki                                                           |

MTLN – Międzynarodowy Tydzień Lotów Narciarskich

## Rekordziści skoczni

### Skocznia duża K120 (przed przebudową)
W 1941 r. na Bloudkovej velikance ustanowiono tylko dwa rekordy świata, a nie pięć, jak wskazują niektóre źródła W sumie na tej skoczni pobito dziesięć rekordów świata w długości skoku.
| Data          | Zawodnik           | Odległość |
| ------------- | ------------------ | --------- |
| 4 lutego 1934 | Jahr               | 55,0 m    |
| 4 lutego 1934 | Rado Istenič       | 55,0 m    |
| 4 lutego 1934 | Tone Dečman        | 56,0 m    |
| 4 lutego 1934 | Edo Bevc           | 55,0 m    |
| 4 lutego 1934 | Franc Palme        | 55,0 m    |
| 4 lutego 1934 | Jahr               | 62,0 m    |
| 4 lutego 1934 | Tone Dečman        | 62,5 m    |
| 23 marca 1934 | Per Jonson         | 78,0 m    |
| 23 marca 1934 | Birger Ruud        | 78,0 m    |
| 23 marca 1934 | Sigmund Ruud       | 81,0 m    |
| 23 marca 1934 | Sigmund Ruud       | 82,0 m    |
| 23 marca 1934 | Gregor Höll        | 83,0 m    |
| 23 marca 1934 | Radmond Sørensen   | 90,0 m    |
| 24 marca 1934 | Sigmund Ruud       | 85,5 m    |
| 25 marca 1934 | Birger Ruud        | 86,5 m    |
| 25 marca 1934 | Gregor Höll        | 89.0 m    |
| 25 marca 1934 | Sigmund Ruud       | 95.0 m    |
| 25 marca 1934 | Birger Ruud        | 92,0 m    |
| 14 marca 1935 | Reidar Andersen    | 93,0 m    |
| 15 marca 1935 | Stanisław Marusarz | 95,0 m    |
| 15 marca 1935 | Reidar Andersen    | 98,0 m    |
| 15 marca 1935 | Reidar Andersen    | 99,0 m    |
| 15 marca 1936 | Josef Bradl        | 101,5 m   |

| Data          | Zawodnik         | Odległość |
| ------------- | ---------------- | --------- |
| 15 marca 1938 | Josef Bradl      | 107,0 m   |
| 2 marca 1941  | Rudi Gehring     | 108,0 m   |
| 2 marca 1941  | Heinz Palme      | 109.0 m   |
| 2 marca 1941  | Rudi Gehring     | 118,0 m   |
| 14 marca 1948 | Janez Polda      | 120.0 m   |
| 14 marca 1948 | Charles Blum     | 121.0 m   |
| 15 marca 1948 | Fritz Tschannen  | 120,0 m   |
| 8 marca 1957  | Helmut Recknagel | 120,0 m   |
| 9 marca 1957  | Helmut Recknagel | 124,0 m   |
| 25 marca 1960 | Helmut Recknagel | 124,5 m   |
| 27 marca 1960 | Helmut Recknagel | 127,0 m   |
| 25 marca 1966 | Jiří Raška       | 129,0 m   |
| 27 marca 1966 | Jiří Raška       | 130,0 m   |
| 21 marca 1976 | Lennart Elimä    | 132,0 m   |
| 22 marca 1981 | Armin Kogler     | 134,0 m   |
| 26 marca 1993 | Noriaki Kasai    | 140,0 m   |
| 27 marca 1993 | Noriaki Kasai    | 140,0 m   |
| 27 marca 1993 | Noriaki Kasai    | 140,0 m   |
| 24 marca 1996 | Primož Peterka   | 140.0 m   |
| 24 marca 1996 | Primož Peterka   | 142.0 m   |
| 24 marca 1996 | Primož Peterka   | 142.0 m   |
| 22 marca 1998 | Noriaki Kasai    | 147,5 m   |

     Rekord świata z upadkiem lub dotknięciem zeskoku.
     Rekord skoczni z upadkiem lub dotknięciem zeskoku.

### Skocznia normalna K95 (po przebudowie)
W tabeli podano rekordy oficjalne. 
| L.p | Dzień     | Rok  | Zawodnik          | Odległość | Zawody                    | Uwagi              |
| --- | --------- | ---- | ----------------- | --------- | ------------------------- | ------------------ |
| 1.  | 24 lutego | 2023 | Simon Ammann      | 99,5 m    | kwalifikacje do MŚ 2023   |                    |
| 2.  | 24 lutego | 2023 | Kamil Stoch       | 99,5 m    | kwalifikacje do MŚ 2023   | wyrównanie rekordu |
| 3.  | 24 lutego | 2023 | Ryōyū Kobayashi   | 101,0 m   | kwalifikacje do MŚ 2023   |                    |
| 4.  | 25 lutego | 2023 | Andreas Wellinger | 101,0 m   | 1. seria konkursu MŚ 2023 | wyrównanie rekordu |
| 5.  | 25 lutego | 2023 | Stefan Kraft      | 102,5 m   | 1. seria konkursu MŚ 2023 |                    |
| 6.  | 25 lutego | 2023 | Jewhen Marusiak   | 103,0 m   | 2. seria konkursu MŚ 2023 |                    |
| 7.  | 25 lutego | 2023 | Piotr Żyła        | 105,0 m   | 2. seria konkursu MŚ 2023 |                    |

### Skocznia duża K125 (po przebudowie)
W tabeli podano rekordy oficjalne.
| Lp. | Dzień    | Rok  | Zawodnik         | Odległość | Zawody                                             | Uwagi              |
| --- | -------- | ---- | ---------------- | --------- | -------------------------------------------------- | ------------------ |
| 1.  | 20 marca | 2014 | Severin Freund   | 129,0 m   | Kwalifikacje do konkursu indywidualnego PŚ 2013/14 |                    |
| 2.  | 21 marca | 2014 | Andreas Stjernen | 130,5 m   | 1. seria konkursu indywidualnego PŚ 2013/14        |                    |
| 3.  | 21 marca | 2014 | Andreas Kofler   | 134,0 m   | 1. seria konkursu indywidualnego PŚ 2013/14        |                    |
| 4.  | 21 marca | 2014 | Anders Bardal    | 136,5 m   | 1. seria konkursu indywidualnego PŚ 2013/14        |                    |
| 5.  | 21 marca | 2014 | Severin Freund   | 137,5 m   | 1. seria konkursu indywidualnego PŚ 2013/14        |                    |
| 6.  | 21 marca | 2014 | Severin Freund   | 137,5 m   | 2. seria konkursu indywidualnego PŚ 2013/14        | wyrównanie rekordu |
| 7.  | 22 marca | 2014 | Tom Hilde        | 138,5 m   | 1. seria konkursu drużynowego PŚ 2013/14           |                    |
| 8.  | 22 marca | 2014 | Piotr Żyła       | 141,0 m   | 1. seria konkursu drużynowego PŚ 2013/14           |                    |
| 9.  | 23 marca | 2014 | Severin Freund   | 141,0 m   | 2. seria konkursu finałowego PŚ 2013/14            | wyrównanie rekordu |
| 10. | 23 marca | 2014 | Peter Prevc      | 142,0 m   | 2. seria konkursu finałowego PŚ 2013/14            |                    |

## Galeria
- Stary kompleks skoczni, 25 marca 2011
- Nowo otwarty kompleks skoczni, mistrzostwa Słowenii w skokach narciarskich, 14 października 2012
- Peter Prevc podczas oddawania skoku, 20 marca 2014
- Bloudkova velikanka podczas finału Pucharu Świata w skokach narciarskich 2013/2014
- Stanko Bloudek pracuje przy budowie skoczni
- Tydzień Lotów Narciarskich, 1960
- Tydzień Lotów Narciarskich, 1960
- Tydzień Lotów Narciarskich, 1960
- Tydzień Lotów Narciarskich, 1960
- Tydzień Lotów Narciarskich, 1963
- Bracia Birger i Sigmund Ruud, 1935